# Принц с чердака
Принц с чердака (кор. 옥탑방 왕세자, Октхаппан Вансэчжа, англ. Rooftop Prince) — корейская романтическая комедия, снятая режиссёром Син Юн Сопом в 2012 году.

## Сюжет
Вскоре после трагической гибели своей жены, наследный принц эпохи Чосон — Ли Гак, спасаясь от погони наёмников с тремя своими людьми, попадает в современный Сеул. Оказавшись на чердаке девушки по имени Пак Ха, ему предстоит выяснить причины гибели наследной принцессы и то, каким образом к ней причастна Пак Ха, которая, поверив истории парней о путешествии во времени, приютила их у себя.
Его Высочеству предстоит пройти через множество испытаний, многое понять, и заново познакомиться с девушкой, которая 300 лет назад была его женой. В то же время его ждёт масса забавных приключений, встреч … и любовь, способная вынести всё.

## История создания
Съёмки дорамы «Принц с чердака» начались 4 февраля 2012 года. Сцена традиционной свадьбы, с участием молодого принца Ли Гака и Хва Ён, была снята во дворце Кёнхигун в Сеуле 7 февраля 2012 года.
Дорама «Принц с чердака», история трогательной любви между мужчиной и женщиной, и жизни после смерти, посвящена покойной жене режиссёра. Главный актёр, Пак Ю Чхон, приступил к съёмкам в дораме спустя несколько дней после кончины своего отца. Так как несколько первых сцен не требовали присутствия актёров, его не было на съёмочной площадке.

## В ролях
- Пак Ю Чхон / 박유천 — Принц Ли Гак
- Хан Чжи Мин / 한지민 — Пак Ха
- Чон Ю Ми / 정유미 — Хон Сэ На
- Ли Тхэ Сон / 이태성 — Ён Тхэ Му
- Ли Мин Хо / 이민호 — Сон Ман Бо
- Чхве У Сик / 최우식 — То Чхи Сан
- Чон Сок Вон / 정석원 — У Ён Суль

## Создатели дорамы
- Режиссёр: Син Юн Соп / 신윤섭
- Сценарий/идея для фильма: И Хи Мён / 이희명

## Саундтреки
Было издано 3 мини-альбома и 1 альбом.

### Rooftop Prince OST Part 1
| №  | Название                                                   | Исполнитель | Длительность |
| -- | ---------------------------------------------------------- | ----------- | ------------ |
| 1. | «After a Long Time» ("한참 지나서")                        | Пэк Чи Ён   | 3:20         |
| 2. | «Hurt» ("상처")                                            | Ali         | 4:01         |
| 3. | «After a Long Time (Instrumental)» ("한참 지나서 (Inst.)") |             | 3:21         |
| 4. | «Hurt (Instrumental)» ("상처 (Inst.)")                     |             | 4:01         |

### Rooftop Prince OST Part 2
| №  | Название                                             | Исполнитель | Длительность |
| -- | ---------------------------------------------------- | ----------- | ------------ |
| 1. | «A Happy Ending» ("해피엔딩")                        | Джей Пак    | 3:14         |
| 2. | «A Happy Ending (Instrumental)» ("해피엔딩 (Inst.)") |             | 3:14         |

### Rooftop Prince OST Vol. 1
| №   | Название                                              | Исполнитель | Длительность |
| --- | ----------------------------------------------------- | ----------- | ------------ |
| 1.  | «After a Long Time» ("한참 지나서")                   | Пэк Чи Ён   | 3:22         |
| 2.  | «Hurt» ("상처")                                       | Ali         | 4:03         |
| 3.  | «A Happy Ending» ("해피엔딩")                         | Джей Пак    | 3:16         |
| 4.  | «Buyongji yeonmot» ("부용지 연못")                    |             | 1:55         |
| 5.  | «Bin» ("빈")                                          |             | 1:51         |
| 6.  | «Oktapbangwangseja (Title)» ("옥탑방 왕세자 (Title)") |             | 1:22         |
| 7.  | «Jjoljjori 4inbang» ("쫄쫄이 4인방")                  |             | 2:31         |
| 8.  | «Seoul Nadeuri» ("서울 나들이")                       |             | 1:25         |
| 9.  | «Geumsohwadongsuk» ("금소화동숙")                     |             | 2:27         |
| 10. | «Susukkekki» ("수수께끼")                             |             | 1:46         |
| 11. | «After a Long Time» ("한참지나서 (Inst.)")            |             | 3:22         |
| 12. | «Hurt (Instrumental)» ("상처 (Inst.)")                |             | 4:03         |
| 13. | «A Happy Ending (Instrumental)» ("해피엔딩 (Inst.)")  |             | 3:14         |

### Rooftop Prince OST Part 3
| №   | Название                                                              | Исполнитель  | Длительность |
| --- | --------------------------------------------------------------------- | ------------ | ------------ |
| 1.  | «After a Long Time» ("한참 지나서")                                   | Чо Ын        | 3:22 or 3:25 |
| 2.  | «Even Under the Sky» ("어느 하늘 아래 있어도")                        | Пак Ки Ён    | 3:45         |
| 3.  | «Andante»                                                             | Jiin         | 4:02         |
| 4.  | «Difficult Love» ("사랑은 어려워")                                    | Twilight     | 3:31         |
| 5.  | «Shine» ("비춰줄께")                                                  | Кильгу Понгу | 3:22         |
| 6.  | «After a Long Time (Instrumental)» ("한참 지나서 (Inst.)")            |              | 3:22         |
| 7.  | «Even Under the Sky (Instrumental)» ("어느 하늘 아래 있어도 (Inst.)") |              | 3:45         |
| 8.  | «Andante (Instrumental)»                                              |              | 4:02         |
| 9.  | «Ohhh Lalala (Instrumental)» ("사랑은 어려워 (Inst.)")                |              | 3:31         |
| 10. | «Shine (Instrumental)» ("비춰줄께 (Inst.)")                           |              | 3:22         |

## Рейтинги
| Серия     | Дата трансляции | Рейтинги TNmS          | Рейтинги TNmS                           | Рейтинги AGB           | Рейтинги AGB                            |
| Серия     | Дата трансляции | Средняя доля аудитории | Средняя доля аудитории                  | Средняя доля аудитории | Средняя доля аудитории                  |
| Серия     | Дата трансляции | По стране              | Сеульский национальный столичный регион | По стране              | Сеульский национальный столичный регион |
| --------- | --------------- | ---------------------- | --------------------------------------- | ---------------------- | --------------------------------------- |
| 1         | 21 марта 2012   | 8.7 %                  | 9.7 %                                   | 9.8 %                  | 11.3 %                                  |
| 2         | 22 марта 2012   | 12.0 %                 | 14.0 %                                  | 10.5 %                 | 11.7 %                                  |
| 3         | 28 марта 2012   | 10.2 %                 | 11.2 %                                  | 11.2 %                 | 12.3 %                                  |
| 4         | 29 марта 2012   | 11.1 %                 | 12.9 %                                  | 11.4 %                 | 12.7 %                                  |
| 5         | 4 апреля 2012   | 10.9 %                 | 12.1 %                                  | 11.2 %                 | 12.5 %                                  |
| 6         | 5 апреля 2012   | 14.2 %                 | 16.9 %                                  | 12.5 %                 | 14.0 %                                  |
| 7         | 12 апреля 2012  | 12.1 %                 | 13.5 %                                  | 12.5 %                 | 14.2 %                                  |
| 8         | 18 апреля 2012  | 11.6 %                 | 14.8 %                                  | 11.4 %                 | 12.2 %                                  |
| 9         | 19 апреля 2012  | 11.8 %                 | 13.7 %                                  | 12.0 %                 | 13.4 %                                  |
| 10        | 19 апреля 2012  | 11.2 %                 | 14.3 %                                  | 10.4 %                 | 11.9 %                                  |
| 11        | 25 апреля 2012  | 11.6 %                 | 13.0 %                                  | 10.6 %                 | 11.4 %                                  |
| 12        | 26 апреля 2012  | 12.3 %                 | 13.7 %                                  | 11.3 %                 | 12.4 %                                  |
| 13        | 2 мая 2012      | 11.5 %                 | 14.1 %                                  | 10.3 %                 | 11.1 %                                  |
| 14        | 3 мая 2012      | 12.0 %                 | 14.0 %                                  | 11.6 %                 | 12.5 %                                  |
| 15        | 9 мая 2012      | 11.4 %                 | 13.2 %                                  | 11.6 %                 | 13.0 %                                  |
| 16        | 10 мая 2012     | 12.4 %                 | 14.5 %                                  | 12.5 %                 | 13.8 %                                  |
| 17        | 16 мая 2012     | 13.8 %                 | 16.1 %                                  | 11.8 %                 | 12.7 %                                  |
| 18        | 17 мая 2012     | 13.5 %                 | 16.0 %                                  | 12.1 %                 | 12.9 %                                  |
| 19        | 23 мая 2012     | 15.1 %                 | 17.3 %                                  | 12.8 %                 | 13.8 %                                  |
| 20        | 24 мая 2012     | 14.9 %                 | 16.2 %                                  | 14.8 %                 | 15.7 %                                  |
| В среднем | В среднем       | 12.1 %                 | 14.1 %                                  | 11.6 %                 | 12.8 %                                  |

Несмотря на скромные рейтинги в Республике Корея, дорама была популярна за рубежом, особенно в Китае и Японии. Фанаты из более чем 35 стран посетили съёмочную площадку.

## Награды
2012 7th Seoul International Drama Awards
- Лучшая корейская дорама
- Выдающийся корейский актёр (Пак Ю Чхон)
- Выдающаяся корейская актриса (Хан Чи Мин)
- Выбор людей (Пак Ю Чхон)

2012 5th Korea Drama Awards
- Награда за высшее совершенство, Актриса (Хан Чи Мин)

2012 SBS Drama Awards
- Награда за высшее совершенство, Актриса специальной дорамы (Хан Чи Мин)
- Награда за совершенство, Актёр специальной дорамы (Пак Ю Чхон)
- Награда за совершенство, Актриса специальной дорамы (Чон Ю Ми)
- Топ 10 звёзд (Пак Ю Чхон)
- Топ 10 звёзд (Хан Чи Мин)
- Награда за популярность (Пак Ю Чхон)
- Лучшая пара (Пак Ю Чхон и Хан Чи Мин)